# Luca Schwarzbauer
Luca Schwarzbauer (* 23. Oktober 1996) ist ein deutscher Mountainbiker, der im Cross-Country aktiv ist.

## Sportlicher Werdegang
Als Junior wurde Schwarzbauer Deutscher Meister im Cross-Country XCO und gewann bei den Weltmeisterschaften die Bronzemedaille und bei den Europameisterschaften die Silbermedaille.
Nach dem Wechsel in die U23 startete Schwarzbauer regelmäßig im UCI-Mountainbike-Weltcup sowie bei internationalen Meisterschaften, konnte aber zunächst an die Erfolge bei den Junioren nicht anknüpfen. In der Elite etablierte er sich in der Spitze der deutschen Mountainbiker, für die Olympischen Sommerspiele in Tokio konnte er sich jedoch nicht qualifizieren. Bei den Weltmeisterschaften einen Monat später gewann er die Bronzemedaille mit der deutschen Staffel. Die letzten beiden Weltcup-Rennen der Saison 2021 beendete er unter den Top 10 und erzielte seine bis dahin besten Ergebnisse. Nachdem er 2020 bereits die Silbermedaille gewonnen hatte, wurde Schwarzbauer im Oktober 2021 erstmals Deutscher Meister im Mountainbike-Marathon.
Zur Saison 2022 wechselte Schwarzbauer das Team und schaffte den internationalen Durchbruch. Im April 2022 gewann er mit dem Heubacher Mountainbikefestival Bike the Rock erstmals ein Rennen der hors class über die olympische Distanz. Beim Heim-Weltcup in Albstadt im Mai stand er als Vierter des Short Track erstmals auf dem Weltcup-Podium. Eine Woche später gewann er beim Weltcup in Nové Město na Moravě den Short Track und ist damit erst der zweite Deutsche überhaupt, der nach Mike Kluge im Jahr 1993 ein Weltcup-Rennen im Cross-Country für sich entscheiden konnte. Am Ende der Saison wurde er erstmals Deutscher Meister im Short Track.
Die Saison 2023 begann Schwarzbauer unter anderem mit einem Sieg beim Fullgaz Race im Rahmen der Mountainbike-Bundesliga sowie beim Swiss Bike Cup Gränichen, einem Rennen der hors category. Im Weltcup gewann er nach dem dritten Platz zum Saisonauftakt im Short Track von Nové Město an der zweiten Station des Jahres in Lenzerheide das zweite Weltcup-Rennen seiner Karriere. Eine Woche später stand er in Leogang als Zweiter auch erstmals auf dem Podium über die olympische Distanz. Es folgten zwei Siege im Short Track in Val di Sole und Pal Arinsal. Insgesamt stand er bei sieben der acht Saisonrennen im Short Track auf dem Podium, lediglich zum Saisonabschluss reichte ihm ein siebter Platz, um sich den Gewinn der Weltcup-Gesamtwertung im Short-Track zu sichern. Bei den Weltmeisterschaften in Glasgow kam er, an dritter Stelle liegend, in der letzten Kurve in eine Kollision mit Thomas Pidcock, wurde aus der Bahn katapultiert und verpasste als Neunter die erhoffte Medaille.
2024 kam Schwarzbauer im Weltcup nicht ganz an die Resultate des Vorjahres heran, war aber in vier der ersten sechs Short-Track-Rennen unter den besten Fünf. Im Juli wurde er im bayerischen Obergessertshausen erstmals deutscher Meister im Cross-Country XCO, im olympischen Mountainbikerennen kam er auf den 16. Rang. Bei den darauffolgenden Weltmeisterschaften kam er, wie im Vorjahr, in XCO und XCC jeweils unter die besten Zehn.

## Erfolge
2014
- Deutscher Meister – Cross-Country XCO (Junioren)
- Europameisterschaften – Cross-Country XCO (Junioren)
- Weltmeisterschaften – Cross-Country XCO (Junioren)

2021
- Deutscher Meister – MTB-Marathon XCM
- Weltmeisterschaften – Staffel XCR

2022
- Heubacher Mountainbikefestival Bike the Rock XCO
- ein Weltcup-Erfolg UCI-MTB-Weltcup – Short Track XCC
- Deutscher Meister – Short Track XCC

2023
- Swiss Bike Cup Gränichen (HC)
- drei Weltcup-Erfolge UCI-MTB-Weltcup – Short Track XCC
- Weltcupgesamtwertung – Short Track XCC

2024
- Deutscher Meister – Cross-Country XCO